# (73781) 1994 TW2
(73781) 1994 TW2 – planetoida z pasa głównego asteroid okrążająca Słońce w ciągu 4,29 lat w średniej odległości 2,64 j.a. Odkryta 2 października 1994 roku.